# Schizotetranychus approximatus
Schizotetranychus approximatus är en spindeldjursart som beskrevs av Ehara 1988. Schizotetranychus approximatus ingår i släktet Schizotetranychus och familjen Tetranychidae. Inga underarter finns listade i Catalogue of Life.